# Аль-Мутаваккіль аль-Мутаггар
Аль-Мутаваккіль аль-Мутаггар бін Мухаммед (араб. لإمام الواثق بالله المطهر بن محمد; 1398–1474) – імам Зейдитської держави в Ємені.